# Epiophlebia sinensis
Epiophlebia sinensis – gatunek ważki z monotypowej rodziny Epiophlebiidae. Został opisany w 2011 roku w oparciu o dwa dorosłe samce odłowione w prowincji Heilongjiang w północno-wschodnich Chinach.